# Nokia 6110 Navigator
El Nokia 6110 Navigator es un teléfono móvil fabricado por Nokia, anunciado el 12 de febrero de 2007. Está disponible desde junio de 2007. Funciona con Symbian OS v9.2 con una interfaz de usuario S60 3.ª edición FP1. No debe confundirse con el Nokia 6110 de 1997/98. El Nokia 6110 Navigator incluye mapas de navegación precargados.
El Nokia 6210 Navigator fue el sucesor del 6110 Navigator.
En febrero de 2008, Vodafone retiró del mercado 3 000 unidades debido a problemas con su aplicación GPS.

## Características

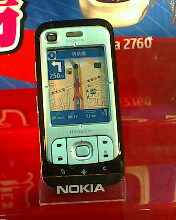
Un 6110 Navigator en exposición.

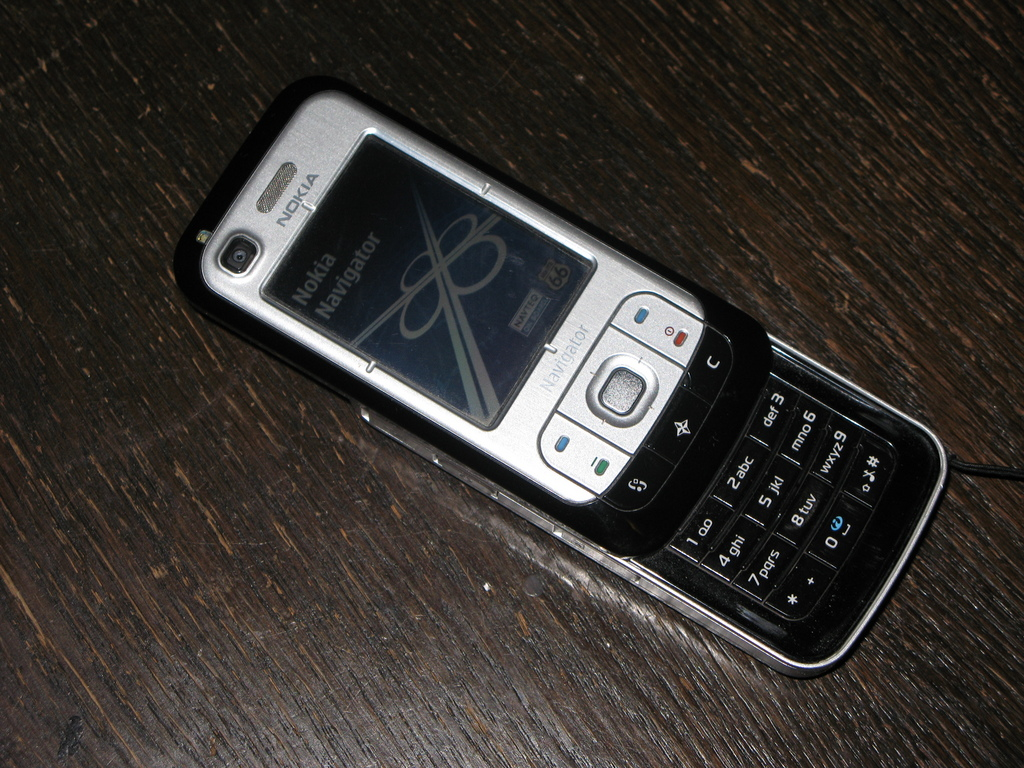
Iniciando el navegador.

Incluye numerosas funciones con HSDPA, GPS y Bluetooth integrados. Fue el segundo teléfono Nokia con GPS, después del Nokia N95 y antes del Nokia 6210 Navigator y Nokia 6710 Navigator.

## Especificaciones técnicas
- Sistema operativo Symbian v9.2 con plataforma S60, 3.ª edición, paquete de funciones 1.
- GSM / GPRS / EDGE cuatribanda: GSM/EDGE cuatribanda 850/900/1800/1900 MHz.
- Banda única UMTS / HSDPA : W-CDMA 2100 MHz.
- HSDPA 3,6 Mbit/s.
- Sistema GPS integrado.
- A-GPS.
- Cámara de 2 megapíxeles, vídeo – CIF 352×288.
- Cámara QCIF para videollamadas.
- Bluetooth 2.0.
- USB 2.0 (miniUSB).
- microSD.
- Radio FM estéreo y soporte de radio visual.
- Función de pulsar para hablar.
- Reproductor de música compatible con archivos MP3, AAC, eAAC+, WMA, WAV y MIDI.
- Altavoces estéreo.
- Duración de batería en espera hasta 265 h(2G)/264 h (3G).
- Duración de batería en conversación hasta 3 h y 30 min. (2G) / 3 h y 30 min. (3G).

## Actualización de software y mapas
Los mapas del mundo se pueden comprar a Nokia a través de su web, aunque generalmente no son la última versión. También se pueden descargar en un PC con Nokia Map Loader (requiere Microsoft .NET Framework) o simplemente haciendo doble clic en el archivo .SIS descargado con el teléfono conectado a Nokia PC Suite mediante el cable de datos y finalizando la instalación en el teléfono. Todo el proceso tarda aproximadamente 15 minutos. Los mapas se instalan en la tarjeta de datos y aparecen en la sección de mapas como «Mapas del mundo». La instalación de los mapas no afecta a la navegación por voz GPS si el proveedor de la tarjeta SIM ya proporciona este servicio. Si aparece el texto «Calle no digitalizada», el usuario puede simplemente hacer zum a la ubicación GPS actual para mejorar la ampliación del mapa.
La web de NAVTEQ ofrecía a los usuarios una función de informes de mapas, que permitía a los usuarios informar sobre calles que faltasen, restricciones, puntos de interés y errores de ortografía en los nombres de las calles para el Nokia 6110 Navigator. Se animaba a los usuarios a informar de las variaciones con el fin de mejorar la navegación.